# Christine Berger
Christine Berger (* 29. Juli 1973 in Reinbek als Christine Hatzenbühler) ist eine deutsche Theater- und Fernsehschauspielerin.
Christine Berger absolvierte eine Musicalausbildung. Danach stand sie auf einigen Theaterbühnen. 

## Filmografie
- Der Ermittler
- Drehkreuz Airport
- Verbotene Liebe, Bastiane von Dannenberg, ein Jahr lang